# Neobisium occultum
Neobisium occultum es una especie de arácnido del orden Pseudoscorpionida de la familia Neobisiidae.
Presenta las subespecies:
- Neobisium occultum occultum
- Neobisium occultum sororium

## Distribución geográfica
Se encuentra en los territorios que antes se llamaban Yugoslavia.